# 东方茨藻
东方茨藻（学名：Najas orientalis）是水鳖科茨藻属的植物。分布在日本及欧洲、台湾岛以及中国大陆的浙江、辽宁、吉林、广东、广西、海南、江西、湖北、云南等地，生长于海拔200米至1,800米的地区，多生在溪边、稻田中、湖边、稻田边、静水中、湖中以及咸水湖中，目前尚未由人工引种栽培。
其种加词“orientalis”意为“东方的”。
现接受名为东方茨藻（Najas chinensis N.Z.Wang, 1985）。

## 异名
- Najas indica auct. non (Willd.) Cham.